# Diocese do Ártico
A Diocese do Ártico é uma diocese da Província Eclesiástica das Luzes do Norte da Igreja Anglicana do Canadá. É de longe a maior das trinta dioceses do Canadá, compreendendo quase 4.000.000 km² (1.500.000 milhas quadradas), ou um terço da massa terrestre do país. É também considera a maior diocese da Comunhão Anglicana. Como o nome indica, a diocese abrange a região ártica do Canadá, incluindo a totalidade dos Territórios do Noroeste, Nunavut e a região de Nunavik, no norte de Quebec. É conhecida por ser uma diocese de orientação evangélica e com tendências conservadoras, se opondo a união entre pessoas do mesmo sexo e ao aborto.
A cidade sede é Iqaluit, Nunavut, e os quase 34.000 anglicanos da diocese (aproximadamente um terço da população total) são atendidos por 48 paróquias. Os escritórios administrativos da diocese estão localizados em Yellowknife, Territórios do Noroeste.
A diocese é conhecida por sua catedral em forma de iglu, Catedral de São Judas, que foi destruída por um incêndio em 2005, mas posteriormente reconstruída e inaugurada em 2012. Ela mantém um seminário, a Arthur Turner Training School em Iqaluit. Em 1996, Paul Idlout se tornou o primeiro bispo inuk da diocese (como bispo sufragâneo).

## História
Originalmente, a região fazia parte da vasta e extensa Diocese de Rupert's Land, que na época abrangia todo o atual Canadá a oeste de Ontário. A atividade anglicana no Extremo Norte se deu principalmente por meio do trabalho missionário entre as Primeiras Nações Aborígenes e os Inuit, realizado em grande parte pela evangélica Church Mission Society. Em 1874, a Diocese de Rupert's Land foi dividida em quatro dioceses, uma das quais, Athabasca, incluía a atual Diocese do Ártico. Em 1892, Athabasca foi subdividida para criar a Diocese de Selkirk (contígua ao Yukon) e a Diocese de Mackenzie River (contígua aos Territórios do Noroeste).
A Diocese do Ártico foi criada a partir de Athabasca em 1933, incorporando a Diocese de Mackenzie River e separando o norte de Quebec da Diocese de Quebec, onde — assim como Nunavut e os Territórios do Noroeste — a maioria da população é indígena. O primeiro sínodo constituído, no entanto, só foi convocado em 1972.

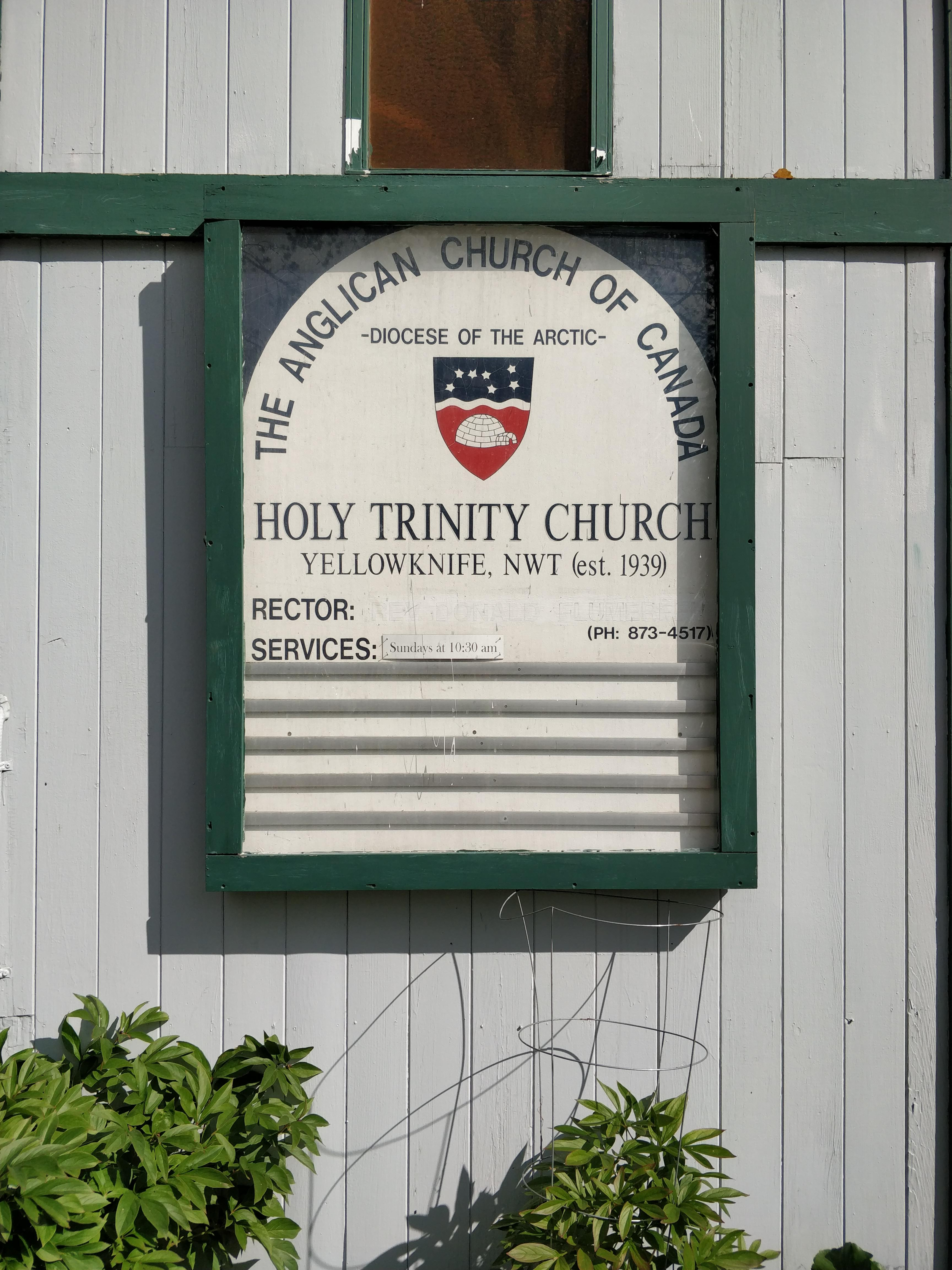
Placa com símbolo da Diocese do Ártico em Yellowknife, Territórios do Noroeste, Canadá.

Em 2002, Andrew Atagotaaluk tornou-se o primeiro bispo diocesano inuite da diocese e o quinto bispo do Ártico. Atagotaaluk aposentou-se no final de 2012.
Em junho de 2012, foi realizado um sínodo eleitoral. David W. Parsons foi eleito para suceder como bispo diocesano e Darren McCartney como sufragâneo.
No Sínodo Diocesano realizado em Yellowknife em 28 de março de 2019, Joey Royal, Annie Ittoshat e Lucy Netser foram eleitos bispos sufragâneos. Eles foram consagrados em 31 de março de 2019 em Yellowknife, Territórios do Noroeste.

## Teologia
Tanto a história missionária da diocese quanto seu contexto cultural particular contribuem para sua teologia, que tende ao evangelicalismo e ao conservadorismo.

## Realinhamento anglicano
Os bispos David Parsons e Darren McCartney foram os únicos bispos da Igreja Anglicana do Canadá a participar da GAFCON II, realizada em Nairóbi, Quênia, de 21 a 26 de outubro de 2013.
Em 18 de julho de 2019, a Diocese do Ártico declarou-se em "comunhão prejudicada" com as dioceses da Igreja Anglicana do Canadá cujos bispos permitiram casamentos entre pessoas do mesmo sexo.

## Galeria

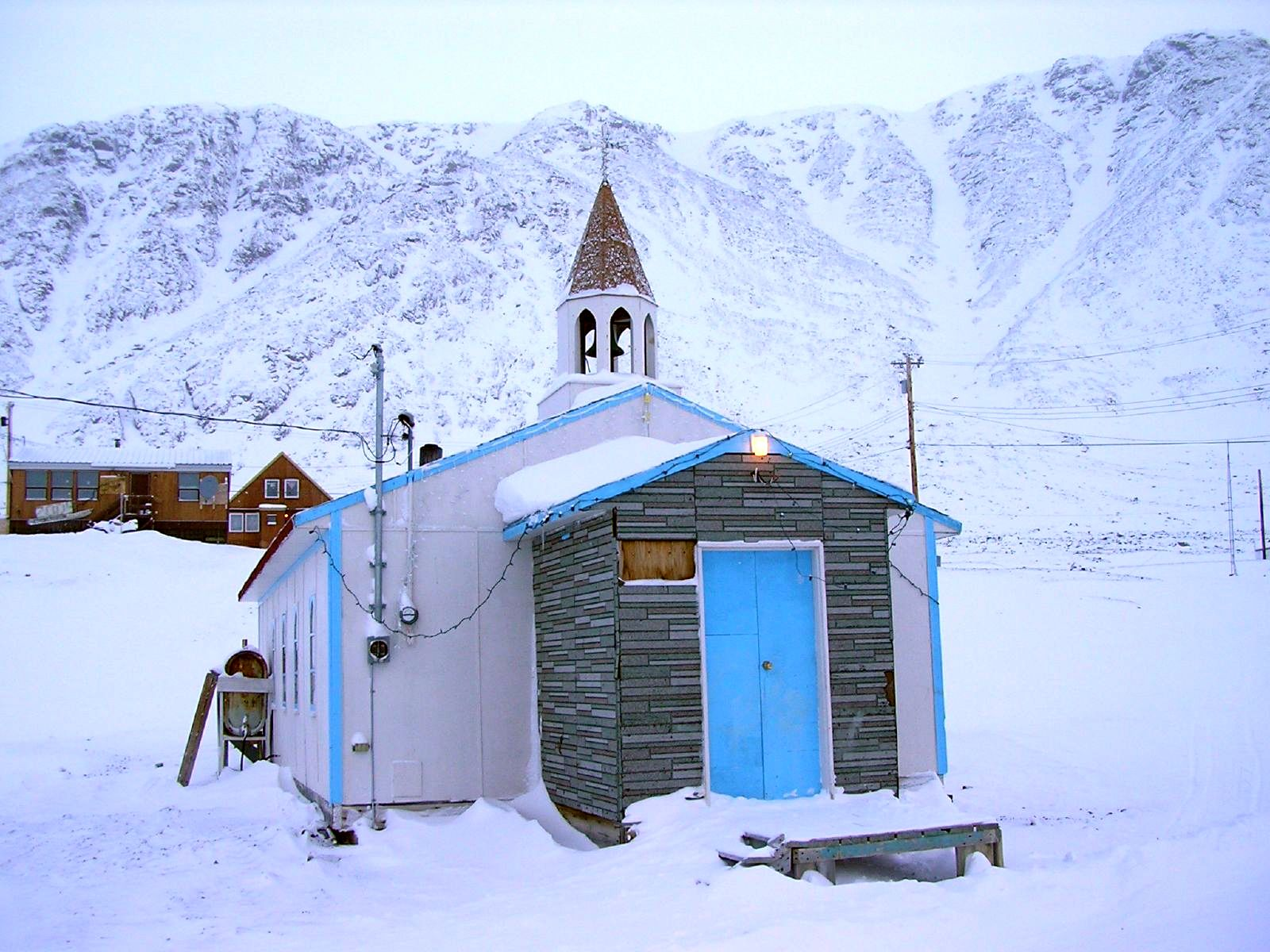
Igreja Anglicana de São Pedro em Grise Fiord, um vilarejo inuite em Nunavut.
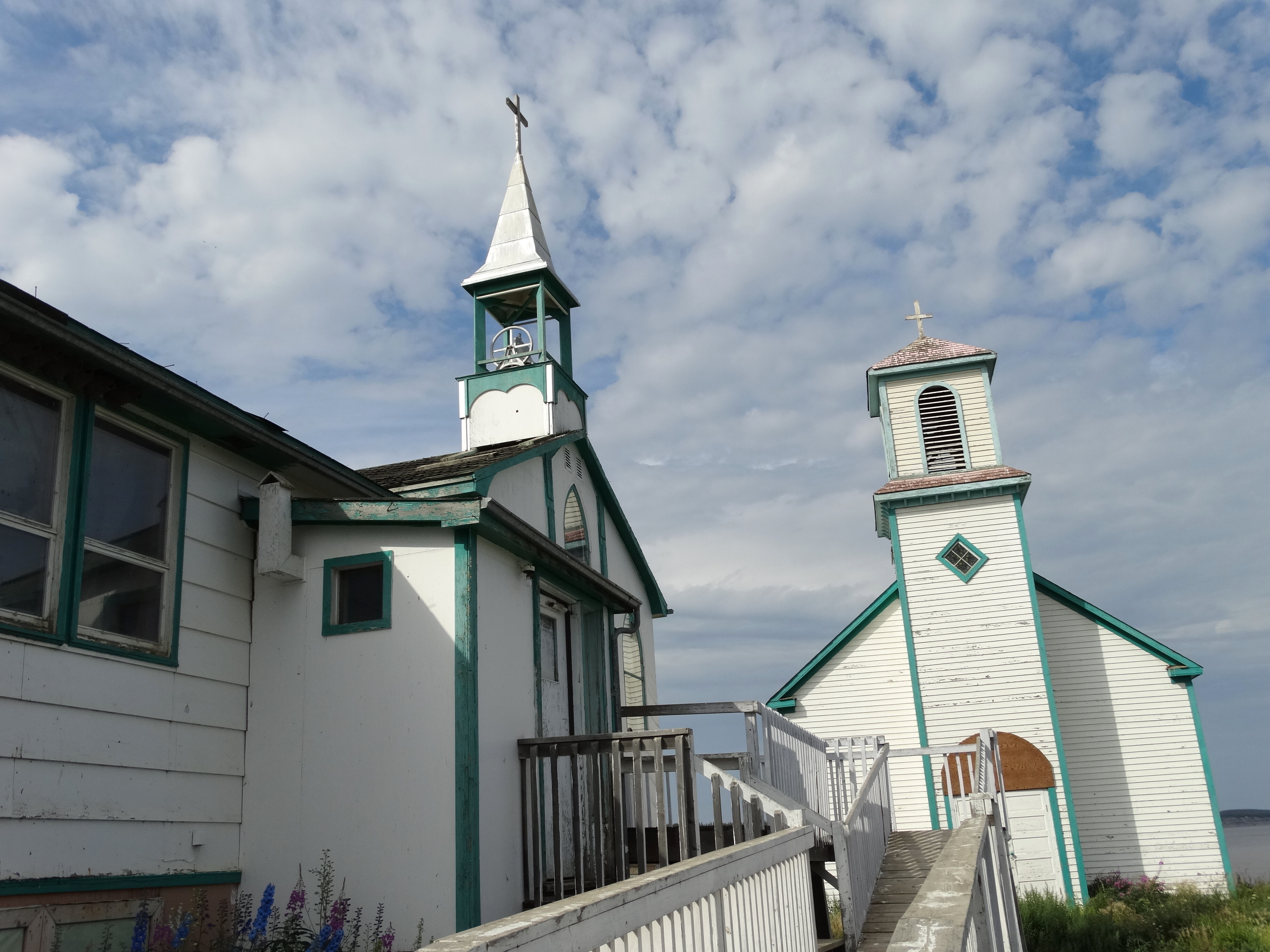
Igreja perto de Inuvik, Territórios do Noroeste do Canadá.
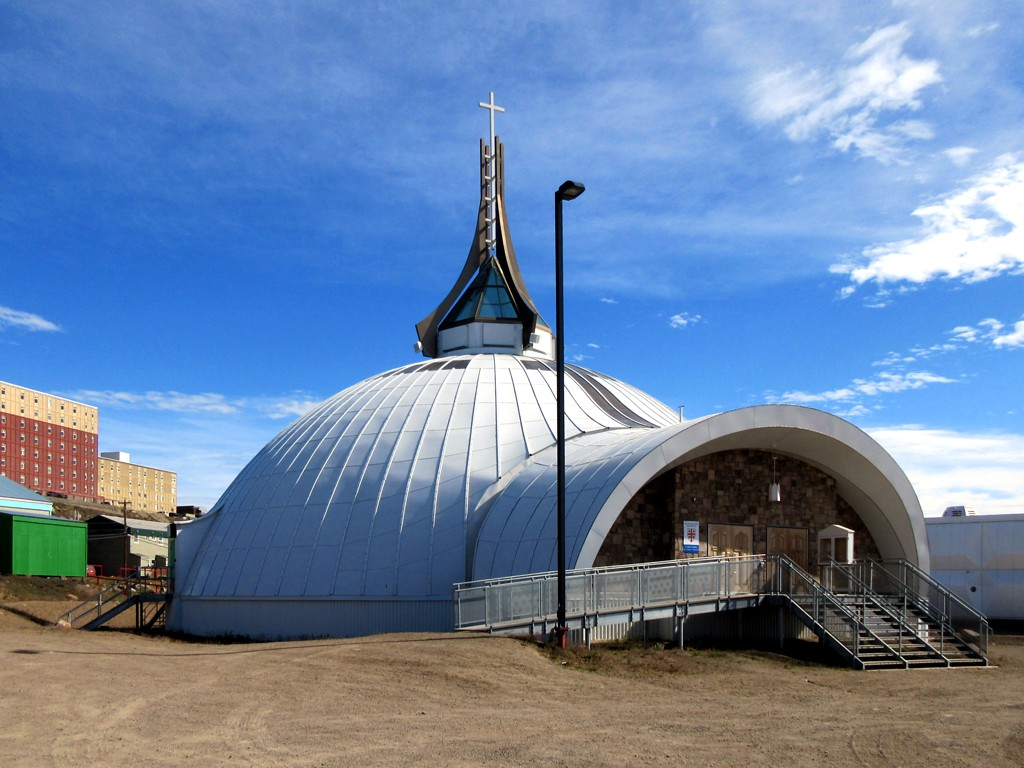
Catedral de São Judas, em Iqaluit.
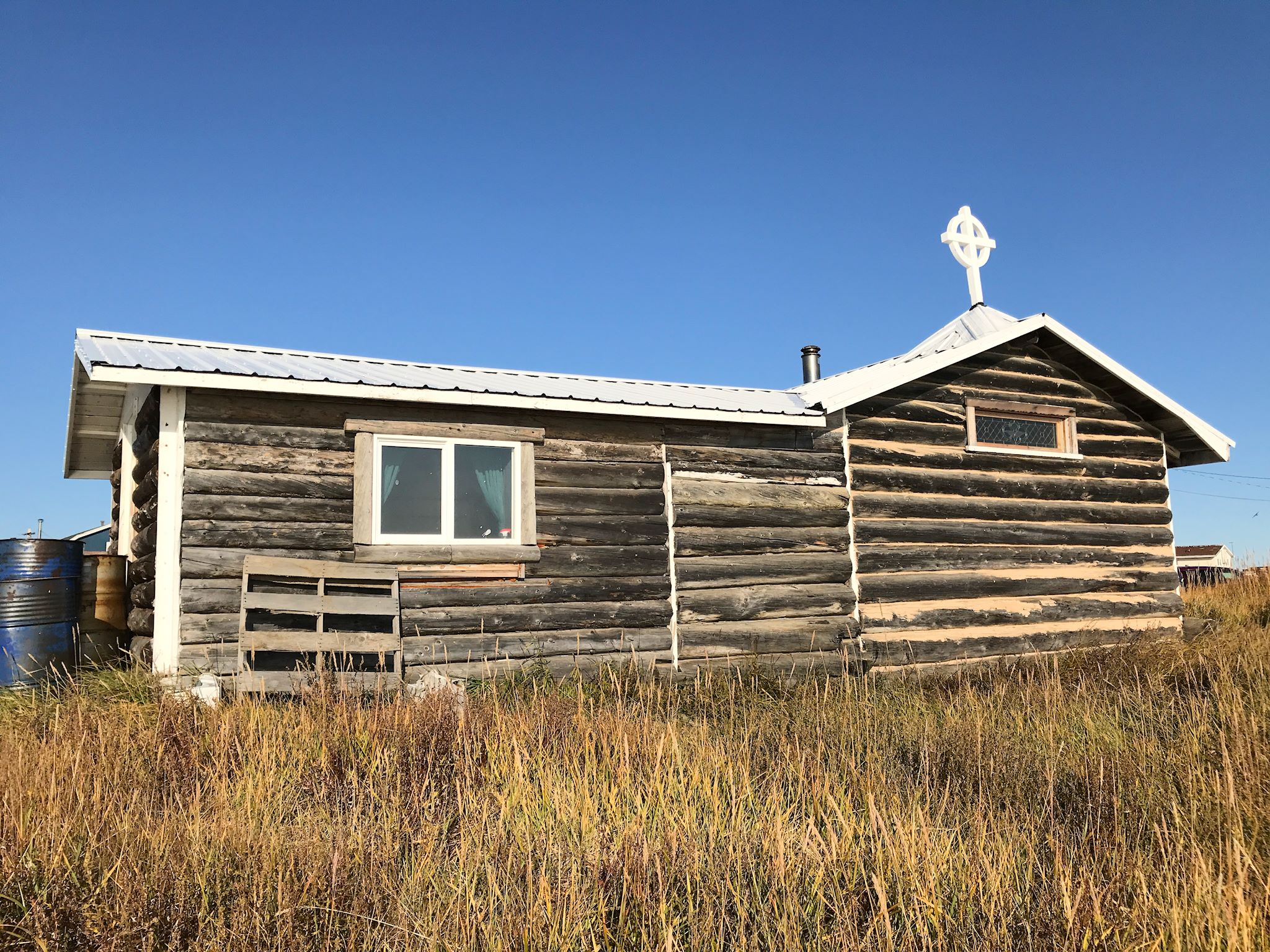
Igreja em Tuktoyaktuk.

## Links externos
- Website diocesano
- William Carpenter Bompas.